# Punteria

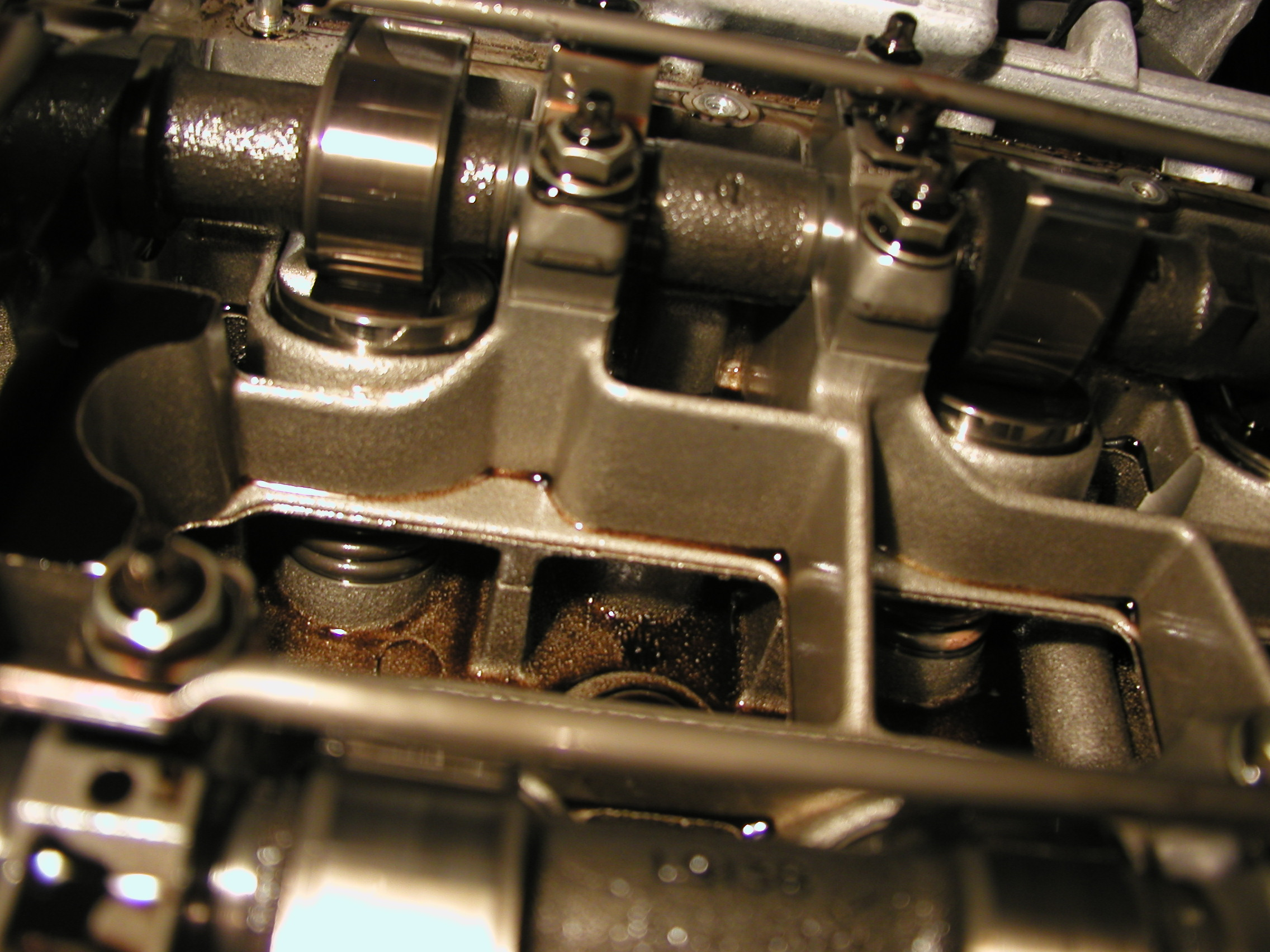
Ford I4 DOHC, punteria a bicchiere (visibili sotto le camme)

La punteria è l'insieme degli elementi meccanici che sono frapposti tra l'albero a camme e le valvole di un motore a combustione interna. Questi elementi trasmettono il movimento rotatorio della camma, trasformandolo nel movimento lineare alternato della valvola a fungo, comandandone così l'apertura e chiusura.
Il sistema consente la regolazione dei giochi di tolleranza dei vari componenti per la dilatazione termica dei materiali impiegati, indotta dalle variazioni di temperatura del motore, ed evita che la valvola si pieghi sotto l'azione della camma e che ci sia interferenza tra i vari elementi di richiamo e azionamento.
Esistono anche punterie idrauliche o elettromeccaniche.

## Componenti
Gli elementi che normalmente formano la punteria sono:
- Bilancieri (con o senza registro), non presente nell'azionamento diretto
- Aste
- Bicchiere o piattello tipo Jano, non utilizzate nell'azionamento indiretto tramite bilanciere
- Dischi spessore, pastiglia calibrata o registro di gioco, solo nei sistemi a registro manuale
- Recupero idraulico, solo nei sistemi a recupero automatico del gioco, si differenziano a seconda del sistema d'azionamento della camma, se incorporato nel bicchiere o come supporto del bilanciere.

## Azione
Nella maggior parte dei motori, la punteria è a singolo effetto, ossia si limita ad aprire la valvola a fungo, dato che per richiamare la valvola vengono utilizzate una o più molle in acciaio armonico oppure pneumatiche.
Quando la punteria, oltre all'apertura, comanda forzatamente anche la chiusura delle valvole, si definisce desmodromica o a doppio effetto.

## Funzionamento

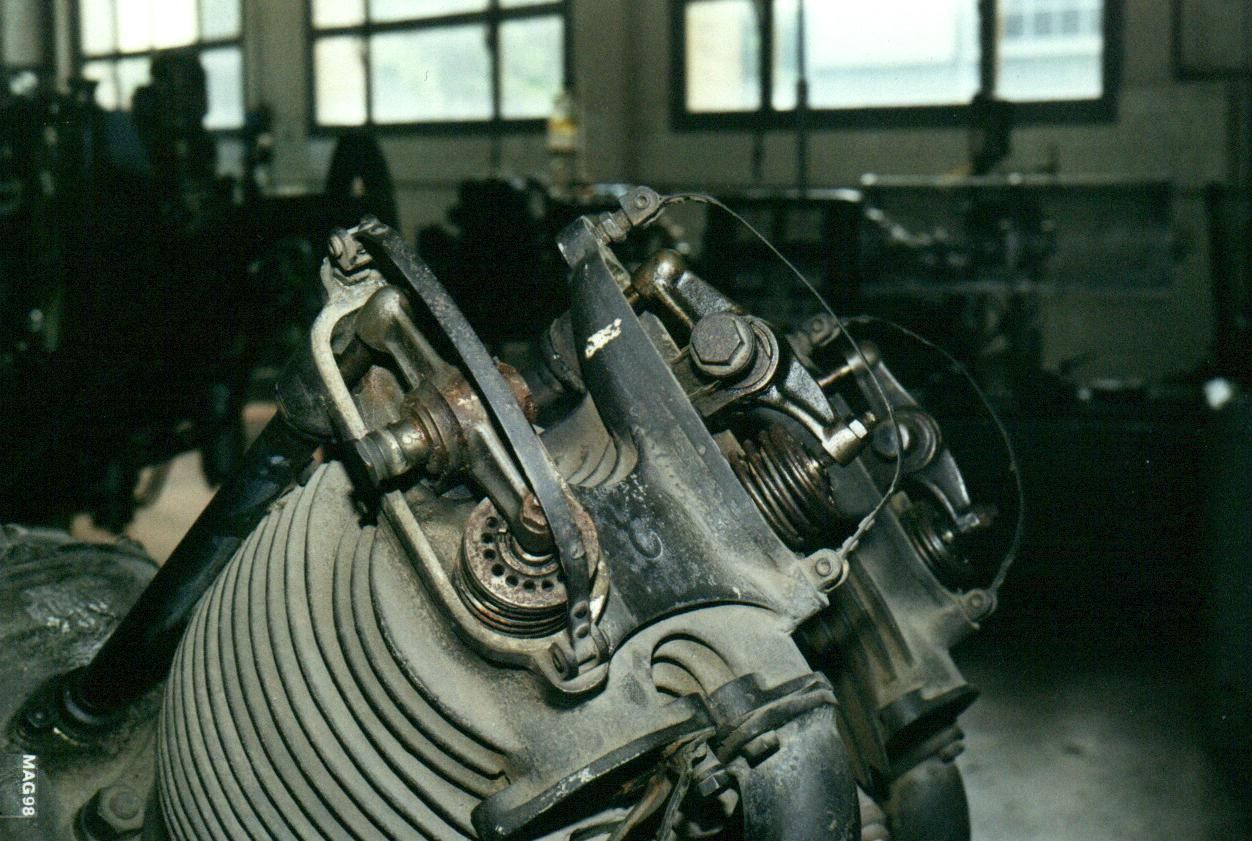
Punteria meccanica con registro gioco a vite e controdado

La distanza nominale tra la punteria e la valvola era regolata in passato per mezzo di una vite di regolazione sul bilanciere, oppure la regolazione è tipicamente realizzata attraverso l'introduzione di spessori nello spazio tra la camma e la punteria.
Questo meccanismo tradizionale di apertura e di chiusura delle valvole ha i suoi svantaggi:
- necessità di periodici aggiustamenti alle superfici di contatto tra la punteria e la camma
- problema dello "sfarfallio" della valvola, che si verifica quando una valvola non è in grado di chiudere il condotto abbastanza rapidamente ad alti regimi; questo problema è stato in gran parte risolto grazie alla moderna metallurgia, cosicché i motori prodotti attualmente possono arrivare a 20.000 giri/min e oltre utilizzando ancora una valvola galleggiante.

## Superficie della punteria
La zona di contatto (bicchiere) con la camma può essere di diverso tipo:
- Piatto o a piattello, rappresenta la configurazione standard, dove la zona di contatto con la camma, va da un lato all'altro del bicchiere
- Sferico o a rotella, la base del bicchiere invece che essere piatto, è sferico o ha una ruota, il che permette d'avere un azionamento diverso dal bicchiere piatto, perché la zona di contatto rimane più centrale, il che porta ad avere un azionamento più rapido rispetto al bicchiere piatto e permette di poter usare fasature più strette a parità d'alzata, inoltre nel caso dell'uso di una ruota si riesce a ridurre l'attrito e l'usura, nel caso d'azionamento indiretto, quest'accorgimento viene spostato sul bilanciere.
- A coltello, soluzione simile alla rotella, ma che risulta maggiormente stressata

Inoltre le punterie possono essere suddivise in centrate ed eccentriche, appunto se hanno l'asse leggermente spostato rispetto alla camma.

## Rottura
Nel corso del tempo la punteria si può rompere. In tal caso non è più possibile aprire le valvole correttamente e questo fa sì che il motore non riesca a generare forza meccanica, diventando più lento e producendo abbondanti quantità di fumo (in contrapposizione alla normale piccola quantità di fumo leggermente bluastra dei motori a benzina e al fumo nero dei motori diesel).
In alcuni casi la rottura impedisce alle valvole di essere richiamate nella loro sede, cosicché la valvola rimane aperta e può colpire la parte superiore (cielo) del pistone, evento che può provocare gravi danni sia ad entrambi i componenti, sia a blocco motore e testata.

## Sistemi alternativi
Oltre al sistema tradizionale meccanico, più o meno semplice, si stanno sviluppando altri sistemi.

### Punteria idraulica
Nei sistemi moderni e attuali, nella maggior parte dei mezzi, si utilizzano le punterie idrauliche, le quali permettono di avere sempre il gioco costante tra punteria a camma.
Infatti queste punterie sono dotate di un bicchiere a due pezzi, i quali scorrono l'uno dentro l'altro e permettono di regolare il gioco tramite la semplice pressione idraulica e una valvola; infatti quando la valvola è chiusa e la camma ha il suo profilo di chiusura, la parte esterna del bicchiere che è munita di un foro e fa da guida alla parte interna del bicchiere, riceve l'olio in pressione, che apre la valvola tra le due parti del bicchiere, mettendoli in comunicazione e permettendone il riempimento della stanza che si crea tra le due parti del bicchiere e ripristinando il gioco tra bicchiere e camma portando a contatto le due parti; una volta fatto ciò la valvola tra le due parti si chiude e permette la trasmissione del movimento.
Il sistema idraulico viene attuato anche nei sistemi muniti di bilancieri, dove l'elemento idraulico atto a recuperare il gioco è posto alla base del bilanciere e funge da fulcro di rotazione, questo sistema permette anche un maggior regime di rotazione rispetto alle punterie idrauliche a bicchiere, in quanto rispetto a quest'ultime incrementano in modo decisamente più modesto le masse alterne rispetto alle punterie meccaniche.
Quando la camma inizia a premere contro il bicchiere, questo avrà regolato il gioco e come riceve la spinta dalla camma questa trasmetterà il movimento alla valvola, la quale si aprirà.

### Punteria pneumatica
Sistema che utilizza l'aria compressa per il richiamo della valvola a fungo, che necessita di un serbatoio ad alta pressione, di valvole di controllo e in caso di veicoli stradali di un compressore.

### Sistemi desmodromici
La Ducati ha parzialmente risolto i problemi della punteria adottando sistemi desmodromici.
Il sistema desmodromico tenta di ridurre al minimo l'usura minimizzando il gioco di contatto e di eliminare la punteria per l'azionamento della valvola.
Tuttavia il vero vantaggio di questo sistema è che la chiusura della valvola è data dal meccanismo di distribuzione invece di essere richiamata da una molla, il che consente di raggiungere regimi molto elevati.
Nel Gran Premio del 1950 la Mercedes-Benz costruì e corse con un motore dotato di distribuzione desmodromica, ma non ebbe gran successo e non lo mise mai in produzione. Anche Alfa Romeo e Ferrari sembra avessero sperimentato questo sistema.
Tuttavia la Ducati ha sviluppato un motore 1000cc desmodromico per la Ducati Desmosedici, capace di sviluppare 200 CV e che può raggiungere 17.000 giri/minuto.

### Sistemi a comando idraulico
Molte case automobilistiche - come Alfa Romeo, Ferrari, BMW - per ovviare agli inconvenienti del sistema, usarono le punterie a comando idraulico che per il loro movimento usano la compressione e decompressione di un liquido oleoso dalle camere superiori ed inferiori delle punterie a cui sono connesse le valvole e che di conseguenza le spinge/retrae. L'uso di questo sistema, da non confondere con le punterie idrauliche semplici che tramite un olio regolano semplicemente lo spessore del comando delle punterie, è limitato a causa dell'alto costo di realizzazione.
Il primo sistema usato su grande scala di questa tecnica è il motore Multiair.

### Sistemi EVC
Nei motori a combustione interna del futuro, l'uso di punterie nel meccanismo di apertura e di chiusura delle valvole potrebbe scomparire completamente a favore di attuatori lineari a controllo elettronico, dette anche punterie elettromeccaniche o EVC (acronimo di Electronic Valve Control), in cui l'apertura e chiusura avviene tramite la forza di un elettromagnete - che attrae/respinge/regola la valvola - comandato elettricamente da una centralina computerizzata. Alcuni motori già esistenti utilizzano questa tecnologia, anche se per il momento i costi di produzione sono elevati.
I vantaggi sono molti:
- le valvole possono essere aperte o chiuse in modo dinamico secondo vari parametri del motore;
- è possibile ottimizzare la potenza e il consumo di carburante, in base alla variazione delle condizioni, senza dover rispettare i limiti meccanici di un albero a camme;
- le valvole possono essere aperte o chiuse quasi istantaneamente, eliminando il problema degli sfarfallamenti della valvola;
- il motore può avere un freno motore maggiore in discesa bloccando le valvole (il blocco delle valvole attualmente è implementato solo nei motori di grossi camion);
- le guarnizioni e le boccole di una valvola tradizionale possono essere eliminati, riducendo la complessità del motore;
- si può ottenere integrazione elettronica con il sistema d'accensione e alimentazione.

### Sistemi elettropneumatici
Si tratta di un sistema basato su valvole a fungo tenute chiuse tramite molle e azionate tramite una camera pneumatica, che viene regolata (riempimento e svuotamento) da attuatori elettrici, che sono governati da circuiti elettronici, questo esattamente come per i sistemi completamente elettrici permette di ridurre gli ingombri in quanto non necessita di albero a camme e distribuzione